# Championnat du Cap-Vert de football 2025
Navigation
Saison précédente Saison suivante
La saison 2025 du Championnat du Cap-Vert de football est la quarante-quatrième édition de la première division capverdienne, le Campeonato Nacional. Après une phase régionale qualificative disputée sur chacune des neuf îles habitées de l'archipel, les onze meilleures équipes et le tenant du titre disputent le championnat national, joué en deux phases :
- une phase de poules avec six matchs pour chaque équipe, les quatre premiers accèdent à la phase finale
- une phase finale à élimination directe avec demi-finales en matchs aller et retour et une finale sur un match qui détermine le vainqueur du championnat

Cette saison les îles de Brava et Maio n'ont pas organisées de compétition, ce qui portent le nombre de participants à dix équipes.
Le club de Boavista da Praia est le tenant du titre.

## Les clubs participants
- Île de Boavista :
  - Sport Sal-Rei Clube
- Île de Brava :
  - pas de compétition
- Île de Fogo :
  - Botafogo FC
- Île de Maio :
  - pas de compétition
- Île de Sal :
  - Grupo Desportivo Palmeira
- Île de Santiago :
  - CD Scorpion Vermelho (zone Nord)
  - Académica da Praia (zone Sud)
  - Boavista da Praia (champion en titre)
- Île de Santo Antão :
  - Paulense DC (zone Nord)
  - CF Os Sanjoanense (zone Sud)
- Île de São Nicolau:
  - FC Ultramarina
- Île de São Vicente:
  - CS Mindelense

## Compétition

### Phase de poules
Le barème utilisé pour établir le classement est le suivant :
- Victoire : 3 points
- Match nul : 1 point
- Défaite, forfait ou abandon : 0 point

| Rang | Équipe                    | Pts | J | G | N | P | Bp | Bc | Diff |
| ---- | ------------------------- | --- | - | - | - | - | -- | -- | ---- |
| 1    | Boavista da Praia         | 13  | 6 | 4 | 1 | 1 | 12 | 3  | +9   |
| 2    | Grupo Desportivo Palmeira | 12  | 6 | 3 | 3 | 0 | 9  | 4  | +5   |
| 3    | CF Os Sanjoanense         | 12  | 6 | 3 | 3 | 0 | 6  | 2  | +4   |
| 4    | Paulense DC               | 11  | 6 | 3 | 2 | 1 | 9  | 5  | +4   |
| 5    | CS Mindelense             | 10  | 6 | 2 | 4 | 0 | 12 | 8  | +4   |
| 6    | Academica da Praia        | 8   | 6 | 2 | 2 | 2 | 6  | 8  | -2   |
| 7    | Sport Sal-Rei Clube       | 5   | 6 | 1 | 2 | 3 | 5  | 7  | -2   |
| 8    | FC Ultramarina            | 5   | 6 | 1 | 2 | 3 | 3  | 9  | -6   |
| 9    | CD Scorpion Vermelho      | 2   | 6 | 0 | 2 | 4 | 5  | 14 | -9   |
| 10   | Botafogo FC               | 1   | 6 | 0 | 1 | 5 | 1  | 8  | -7   |

- Les quatre premiers se qualifient pour la phase finale.

### Phase finale

#### Demi-finales
| Équipe            | Aller | Total | Retour | Équipe                    |
| ----------------- | ----- | ----- | ------ | ------------------------- |
| Paulense DC       | 2 - 2 | 3 - 4 | 1 - 2  | Boavista da Praia         |
| CF Os Sanjoanense | 0 - 0 | 0 - 1 | 0 - 1  | Grupo Desportivo Palmeira |

#### Finale
| 21 juin 2025 | Boavista da Praia | 0 - 0 | Grupo Desportivo Palmeira | Estadio Adérito Sena, Mindelo |  |
|              |                   |       |                           |                               |  |
|              | Tirs au but 3 - 4 |       |                           |                               |  |

- GD Palmeira remporte son deuxième titre de champion et gagne également la Coupe du Cap-Vert[3].

## Bilan de la saison
| Championnat du Cap-Vert de football 2025 |                                      |
| Champion                                 | Grupo Desportivo Palmeira (2e titre) |
| Coupes et trophées                       |                                      |
| Vainqueur de la Coupe du Cap-Vert 2025   | Grupo Desportivo Palmeira            |
| Qualifications continentales             |                                      |
| Ligue des champions de la CAF 2025-2026  | Aucun                                |
| Coupe de la confédération 2025-2026      | Aucun                                |
| Promotions et relégations                |                                      |
| Promus en Campeonato Naçional            | Aucun                                |
| Relégués                                 | Aucun                                |